# 実隆公記
『実隆公記』（さねたかこうき）は、室町時代後期の公家、三条西実隆の記した日記。期間は、文明6年（1474年）から天文5年（1536年）までの60年以上に及ぶ。同時代の一級資料。記述は京都の朝廷、公家や戦国大名の動向、和歌、古典の書写など多岐に及ぶ。自筆本が現存し、1995年（平成7年）に重要文化財に指定された。

## 概要
室町時代後期の公家文化を理解するのに有用な史料である。鎌倉時代から室町時代前期の日記とは異なり、儀式に関する記述はわずかで、多くが禁裏への出仕、歌会、寺社参詣、火災や戦乱などの記述で占められている。これは同時期の公家の日記に共通する特徴である。
高橋秀樹によると、実隆は「中世で一番の著述家」として群を抜いており、実隆なしに中世後期の文化を語ることはできず、『実隆公記』なしに中世後期の歴史を語ることもできない、としている。
実隆の死後400年以上にわたって、自筆の原本は三条西家に代々伝えられてきたが、太平洋戦争後に東京大学史料編纂所に移管され、同所に所蔵されている。翻刻版が、続群書類従完成会より刊行されている。

## 日記の形態

### 外形

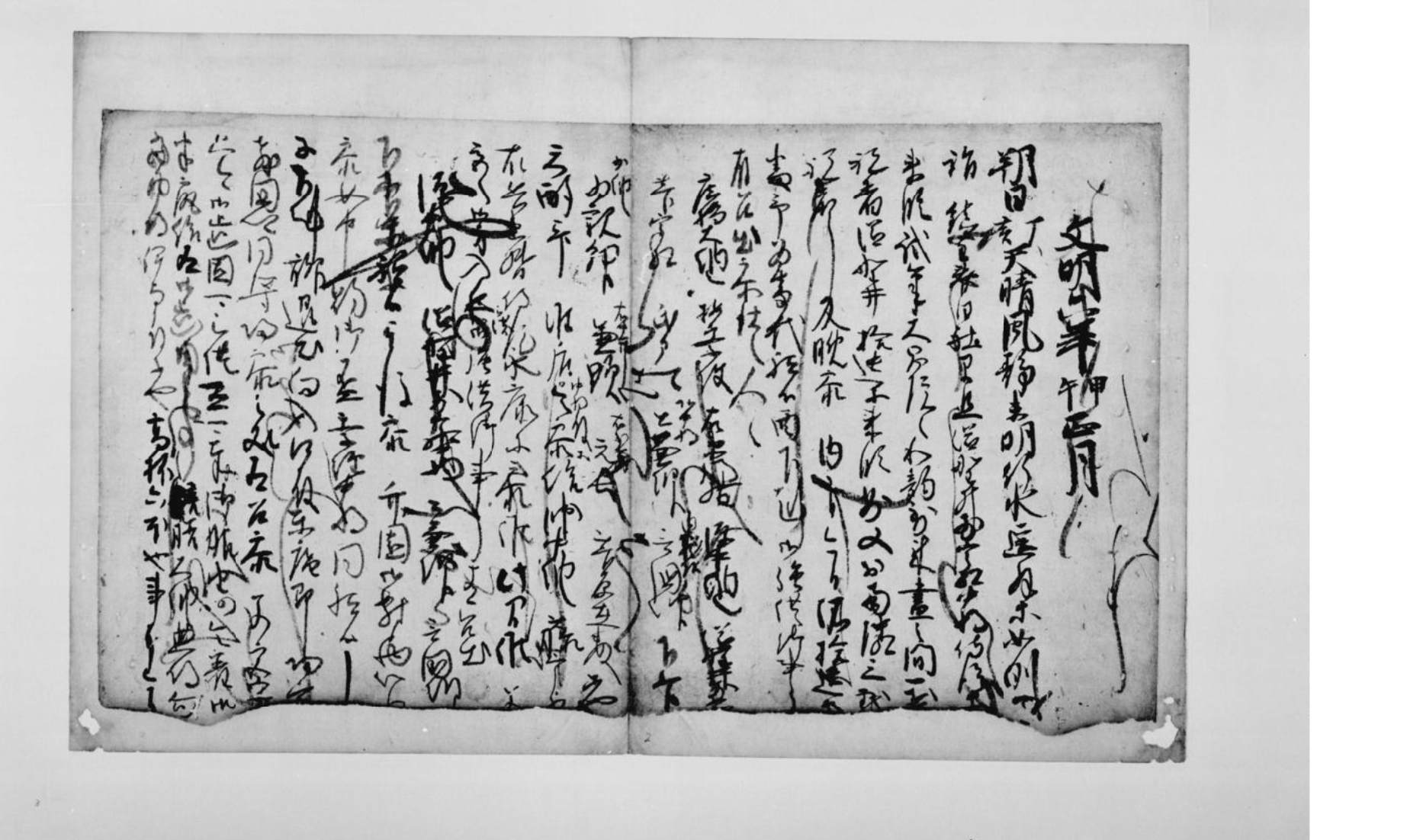
実隆自筆『実隆公記』文明6年正月一日条の冒頭部分（東京大学史料編纂所所蔵）

最初の日記が書かれた文明6年（1474年）は、実隆は応仁の乱を逃れるために鞍馬に疎開していたが、乱が治まって帰京した翌年にあたる。このとき実隆は20歳となっている。以降、死の前年である天文5年（1536年）2月まで、60年以上にわたって日記が残っているが、数か月ないし数年にわたって空白の時期が見られる（たとえば、最初期の文明6年（1474年）には3月から7月までの記述がなく、出家の前後となる永正10年（1513年）～13年はごく一部の時期のみ記述があり、永正14年（1517年）～16年は全く記述が残っていない）。そのため、日記の記された期間は63年間であるが、わずかでも記載のある年は57年間になる。
表題（外題）がつけられていない巻も多いが、朝廷の要職にあった時期は多くが「雑記」「愚記」、出家後は「活套」と記すことが多くなっている。本文は変体漢文、すなわち日本語を漢文調にして記述した文章で書かれており、ほぼすべての文章が漢字のみとなっている（当時の日記の多くはこの形態であった）。

### 装幀
大半の装幀に冊子と巻子が用いられており、ごく一部が折り本と断簡で残されている。初期の体裁が定まっていない時期から、冊子（文明15年（1483年）～長享元年（1487年））、巻子（長享元年（1487年）～永正9年（1512年））、再び冊子（永正10年（1513年）～天文5年（1536年））に変化している。
冊子は巻子に比べて閲覧の便が高いが、巻子であれば後から手紙などの他の文書を貼り次ぐことが可能になる。このため、実隆が朝廷の要職にあったときには巻子を採用し、重要な手紙は日記に貼り次いだり、紙背文書として残したりされた。なお、巻子本として書かれた日記には等間隔に山谷の折り目がつけられており、折り本として閲覧されていたことがわかっている。後年は冊子形式を用いているが、これは実隆が政治の実際から離れ、出家した頃（永正13年（1516年））に符合し、実隆が日記を家記としてではなく、備忘録的なものと位置づけるようになったのではないかと推測されている。

## 日記の内容
実隆公記の書かれた時期は室町時代の後期あるいは戦国時代の前期にあたる時代であるが、戦乱の動向よりも歌会や古典の書写に関する記述が多くを割かれている。また、当時の朝廷や幕府は政治の実態から離れた有閑無為の生活を余儀なくされており、和歌や連歌の会に参加したり、囲碁・将棋・雙六などの賭け事に没頭したりする記述が多く見られる。

### 文化人として
連歌師の肖柏や宗祇らとの親交を深め、とくに宗祇とは親密な交際となっていた。宗祇との交流は文明9年（1477年）に初めてその記述が見られ、長享2年（1488年）に宗祇が北陸に下向する際には「旅先で自分が死んだら、聞書などを実隆に譲る」と約束されるまでになり、延徳3年にも宗祇の越後下向に際し「和歌の相伝の文書一式を封をして実隆に預け、自分が帰京できないようなら実隆に譲る」と言い置かれている。その他、宗祇からは何度か金銭的な援助を受けている。宗祇にとっても、実隆は自身と朝廷との間の連絡役や相談相手として、なくてはならぬ存在となっていた。宗祇が各地に下向する際、実隆に色紙・短冊・扇などに筆を染ませ、帰洛の際に礼銭や土産ものを持ってくるようになっていた。これが実隆の名を各地に知らしめることにもなった。
実隆公記には和歌や漢詩が多く収録されているが、その多くが連歌のほか、「和漢連句」と呼ばれる和歌の上の句（五七五）と五言律詩の一行を連ねたものである（実隆公記への収録は少ないが、漢詩（五言律詩）の一行）と和歌の下の句（七七）を連ねたものを「漢和（かんな）連句」という）。
明応4年（1495年）には、宗祇を中心に連歌集を編纂し、そこに実隆も加わった。2月から始まった編纂の作業は9月に完結し、『新撰菟玖波集』という名前となり、後土御門天皇の勅撰を得ている。実隆公記には、入選依頼の運動が激しくなり、そうした依頼を一切受け付けないことを申し合わせたこと、選句について猪苗代兼載と宗祇が激しく対立し、実隆が間に入って解決したことなどが記されている。
文学に優れ能筆家でもあった実隆は、『源氏物語』『伊勢物語』『古今和歌集』をはじめとする古典の書写や講読にも多く関わっていた。古今和歌集に関しては実隆が古今伝授の正系になるのであるが、これは宗祇から伝授されたものである。文明19年（1487年）4月に古今伝授に備えて精進生活に入ったのが最初と見られ、文亀元年（1501年）9月には伝授を受け終わったとの記述がある。その他、日記に現れる作品のジャンルは寺社縁起や説話、軍記物などを含めて幅広く、すでに散逸して『実隆公記』でしか知ることのできない作品も存在する。地方にも文化意識が高まり、実隆も求められてたくさんの古典を書写している。これらの書写が経済的に不安定だった三条西家の糊口をしのぐ手段でもあった（#三条西家の経済状態も参照）。
永正5年（1508年）から翌年にかけては、『周易』（易経）の書写に着手している。当時、周易は50歳までは学ばないようにされていた書物であり、54歳となって実隆は決意したのであろう。
また、実隆は将軍家からも重用され、日記の最初の年である文明6年（1474年）には8代将軍足利義政が参内するときに実隆を是非呼ぶように言いつけ、実隆は酒宴の席にて三条西家の領地の回復について沙汰を受けている。9代足利義尚は和歌を好み、当代の歌集である「打聞集」の編纂を企て、その担当に実隆も加えられた。もちろん実隆は朝廷にも登用されており、文明15年（1483年）には、後土御門天皇から義尚に対し、実隆を独占しないようにと注意されている。また10代足利義稙（義材・義尹）にも重用されており、永正6年（1509年）には義尹から皇室に対する尊敬の念と献上金があり、実隆も好意を抱いている。

### 儀式・風習
実隆の時代には公家は政治の実際から外れ、朝儀として正式に行われた儀式は元日を含め、年に数回あるかどうかであった。例年、『実隆公記』の元日は、これらの儀式について詳しく書かれているほか、朝廷の復興を望む記述が毎年のようになされている。
9月9日の重陽の節句にも、毎年のように「幸甚」であるとの記述がなされている。また、「日待」や「月待」として日の出や月の出を待って太陽や月を拝む風習もあった。日待の間、実隆が熱中していた将棋を何番も指していたという記述もある。
そのほか、5月に賀茂別雷神社（上賀茂神社）で行われる競馬会神事（いわゆる賀茂競馬）を見物したり、10月には亥の子餅を食したりするなど、当時の風習を知ることができる史料ともなっている。

### 三条西家の経済状態
三条西家も、他の公家と同様に荘園からの収入などで生計を立てていた。三条西家の荘園は畿内を中心に美濃・尾張にも散在していたが、遠隔地からの収入は基準に大きく及ばないことが多く、経済的に不安定となる大きな要因となった。また、度重なる戦争のため、時代の変化とともに収入が滞ることが多くなっていく。別の主要財源として、座からの収入も得ており、こちらが経済的基盤となりつつあった。三条西家では、塔の森の渡場、淀の魚市のほか、各地に点在する青苧座（あおそざ）の本所としての収入があり、とくに青苧座については幾度か記述されている。
また、実隆の文化人としての名声は地方にも広まり、各地から和歌・連歌の添削・合点や古典の書写、色紙・短冊の染筆を依頼されるようになった。さらに三条西家を訪れて古典の講釈を求めるものもおり、彼らから得た収入も大きな財源となっていた。他の公家が経済的困窮のために地方に下る例が後を絶たない中、実隆が京都にとどまることができた大きな理由は、文化人としての収入が大きかったこともあると考えられている。
とはいえ経済的に苦しい状態が続いていたのは間違いなく、日記の全時期にわたって借金を意味する「秘計」の表現が見られる。収入について詳しく書かれるのは長享2年（1488年）頃からであるが、ことに後半では収入に関する記述が頻繁に見られ、金銭的に厳しい状態が続いていることが見られる。実際に収入は年を追うごとに減少しており、三条西家の経済が崩壊していく動きを見て取ることができる。とくに出家後の永正17年（1520年）以降は、荘園からの収入が詳細に記されるようになった。
晩年には堺の富商である武野新五郎と知己となり、実隆が武野に歌学や和歌を指導する一方、武野からは少なからず経済的援助を受けていた。

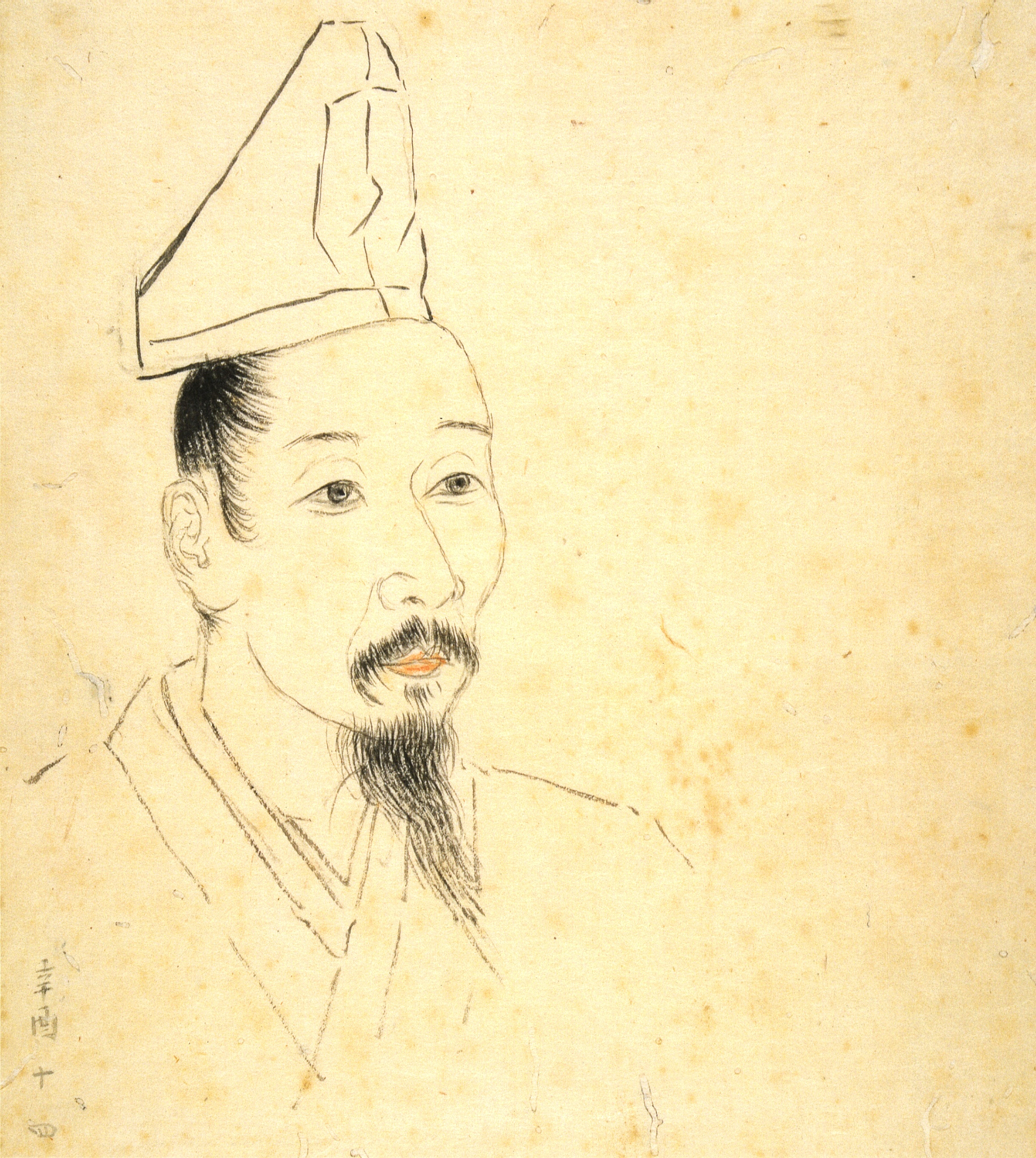
三条西実隆像紙形
（土佐光信筆）

### 肖像画
実隆の肖像は3枚現存しているが、そのうち文亀元年（1501年）、実隆47歳のときに描かれた肖像画についての記述が『実隆公記』に残されている。土佐光信が『北野天神縁起絵巻』を作る際に実隆が詞書を書く縁で、光信が描いた実隆の肖像画の下絵が残されているが（右画像参照）、これを見た実隆は「十分に似ず、比興なり」と評している。
また、初期の文明12年（1480年）9月の日記には、余白に裸婦像が描かれている。実隆の筆によるものと推測され、この年11月に長女を出産した妻の妊婦像である可能性が指摘されている。

### 碁打ち・将棋指しとして
実隆は囲碁の愛好家でもあった。文明17年（1485年）2～3月には囲碁の記述が多く、しばしば盤を囲んでいる。その中には「置石二で勝つ」などの記述もあり、すでに置き碁によるハンデの考え方が定着していたことがわかる。
将棋については、日記のほぼ全期間にわたって言及があり、囲碁以上の愛好家であった。『実隆公記』中には、将棋の対局を行ったとする記述が約250か所にのぼっている。あまりにも熱中しすぎていたため、永正元年（1504年）には「すこぶる狂事なり、咲（わら）ふべし咲ふべし」（5月14日）と、自らを戒める記述がある。なお、棋譜は全く残っておらず、当時は棋譜を残す慣習もなかったとされる。日記中には「中将棋」と「小将棋」の記述があり、小将棋が現在の将棋と同じもの（駒数40枚）か、現在より駒数が2枚多い（42枚）ものであったかも不明である。単に「将棋」（日記中では「象戯」あるいは「将棊」と記されている）という記述もあるが、これは中将棋を示している可能性も指摘されている。
対局相手として名前が明らかになっているものは約40名である。公家や連歌師の名前が多いが、その中でも群を抜いて対局が多いのが富小路俊通・富小路資直の親子である。とくに資直とは対局が多く、明応7年（1498年）から享禄4年（1531年）まで、34年に渡って資直との対局の記述がある。この間に資直は六位から従三位に昇進しているが、この昇進に対し、理由は不明であるが他の公卿から激しい反対にあっている。増川宏一は、実隆が強引な人事を推し進め、資直を昇進させようとしたのが反発の原因ではないかと推測している。
能筆家であった実隆は、将棋の駒の文字を書いたとする記述も多く、文明13年（1481年）に鞍馬寺（実隆が幼少を過ごした疎開先でもあった）の杉本寂慶が所望したため駒書きを行っているのが最初である。その後駒書きに関する記述は明応5年（1496年）まで現れず、このときには「書いたことがない」との理由で一度断っているが、後に再度依頼されて駒書きを再開している。

### 「不可説」と「言語道断」
実隆公記には、「不可説」（「不可説々々々」と重ねて表現することが多い）と「言語道断」という表現が頻繁に見られる。芳賀幸四郎は、これらの表現を、実隆の価値観が現実にそぐわないものになってきたことに由来するとしている。
「不可説」は「説くべからず」であって「言い表すことができない」という意味であり、「言語道断」も現在用いられる強い非難の意味ではなく「言うに耐えない」という程度に捉えるべきである。芳賀によると、公家社会、門閥社会の中で生まれ育った実隆は、身分制度を絶対視する思想に染まっており、下克上の現象をとうてい理解しうるものではなかった。そのため、日々起こり来る現実が不愉快の連続であり、「不可説」と「言語道断」の連発は自らの価値観が時代にそぐわないことを告白するものであったとしている。

### 京へ、筑紫に、坂東さ
「京へ、筑紫に、坂東さ」とは室町時代のことわざであり、ポルトガル人宣教師ジョアン・ロドリゲスの『日本大文典』（1604～1608年）にも記載されている。地域によって「どこそこへ行く」という場合にどんな格助詞を用いるかの違いを示しており、京都では「へ」、筑紫（九州）では「に」、坂東（関東や東北）では「さ」を使うという意味である。
これとよく似た記載が『実隆公記』の明応5年（1496年）正月8日にあり、『日本大文典』よりも110年ほど早い。『実隆公記』の記述は『日本大文典』の記載とは助詞の順序が異なり、「京ニ、ツクシへ、坂東サ」となっている。

## 外部サイト
- 実隆公記 - 東京大学創立120周年記念展に際して製作したCS放送番組『実隆公記』の台本